# رالف گیبسون
رالف گیبسون (انگلیسی: Ralph Gibson؛ زادهٔ ۱۶ ژانویهٔ ۱۹۳۹) عکاس، روزنامه‌نگار، و نویسنده اهل ایالات متحده آمریکا است.
وی همچنین برندهٔ جوایزی همچون کمک‌هزینه گوگنهایم شده‌است.